# 콕스 방송사 대 콘 사건
콕스 방송사 대 콘 사건420 U.S. 469 (1975)은 미국연방대법원의 언론의 자유에 대한 유명 판례이다. 미국 연방대법원은 조지아 주법이 성폭행 피해자의 실명과 사생활침해 소송제기를 금지하는 것은 위헌이라고 판시하였다. 이 사건은 1974년 11월 11일에 심리되었고 1975년 3월 3일 결정되었다.

## 사건연혁
1971년 17살의 신시아 레슬리 콘은 고등학교 파티에서 성폭행당한 후 사망하였다. 이 사건은 대대적으로 보도되었는데 언론들은 피해자 신원보호법을 의식하여 처음엔 콘의 신원을 밝히지 않았다. 조지아 주의 강간피해자 신원보호법은 성폭행이나 성폭력 사건의 피해자로 추정되는 여성의 신원을 인쇄나 방송매체를 통해 보도하는 것을 금하고 있었다.
이후, 재판에 참석하였던 조지아 텔레비전 방송사의 한 기자가 휴정 시간에 담당 법원서기로부터 피해자의 신원이 담긴 문서를 입수하게 되었고, 그 기자는 뉴스보도를 통해 콘의 신원을 공개하였다. 뉴스 보도가 나간 뒤 콘의 아버지는 방송사와 해당 기자를사생활 침해에 기한 민사소송을 제기하였다.

## 판결
미국 연방대법원은 강간 피해자의 신원을 재판과 관련한 공식 자료로부터 얻었을 경우에는 신원 공표에 따른 민사적 책임은 발생하지 않는다고 판결하였다. 재판부는 그러한 정보라 할지라도 공개적인 문서 형태로 입수한 것이라면, TV 방송사업자에게 강간 또는 살인 피해자의 신원을 방송한데 따른 책임을 물을 수 없으며 법률 위반에 대한 처벌도 가할 수 없다고 판결하였다.
한편 연방대법원은 조지아주의 피해자 시원보호법이 헌법에 위배되지는 않는다고 판결하였다. 

## 참고 문헌
- 신평, 명예훼손법, 청림 출판, 2004 ISBN 8935205877